# Ultradyne
Ultradyne est un duo américain de techno et electro, originaire de Détroit, dans le Michigan. Ultradyne est propriétaire du label Pi Gao Movement.

## Histoire
Ultradyne est formé en 1993 lorsqu'Alex Lugo et Dennis Richardson commencent à produire ensemble. Richardson, sous le nom de X-Ternal Pulse, sort en 1993 le titre Crossphaze avec Gerald Donald de Drexciya. En 1995, leur projet Ultradyne débute avec l'EP E Coli, sorti sur Warp Records,. Le groupe est alors composé de Dennis Richardson et Alex Lugo, originaires de Détroit. Il s'agit de leur seule sortie sur le label britannique. Deux ans plus tard, l'EP Cities In Ruin and Beings Laid to Waste paraît sur un autre label. Ultradyne semblerait collaborer largement avec Drexciya, bien que la seule collaboration avérée soit le très rare EP Uncharted, sorti en 1997. 
En 1999, leur propre label discographique Pi Gao Movement est fondé. À partir de ce moment, la plupart des sorties se font sur ce label. En 1999, ils publient leur album Antarctica sur MP3.com, qui est réédité en 2017. Dans les années qui suivent, les EP d'Utradyne apparaissent à des fréquences diverses. Frank de Groodt rejoint le groupe en 2007, et après cette année, Ultradyne se fait discret pendant un certain temps, mais en 2013, ils sont de retour avec l'EP Resurrection : Catharsis. Lugo disparaît alors de la scène et remplace. En 2015, Ultradyne sort son nouvel EP Resurrection: Return from the Abyss, suivi en 2018 par le vinyle intitulé Ocular Animus, toujours chez Pi Gao Movement. En 2023, ils reviennent avec l'EP Nativist.

## Style musical et image
Le style musical du groupe est considéré comme « incontestablement l'une des musiques électroniques les plus dures, les plus sombres et les plus subtiles jamais produites par le phare qu'est Détroit ».
Le groupe est entouré de mystère et on sait peu de choses sur ses membres. Ils se produisent souvent masqués. Leurs artworks et les noms de leurs morceaux sont également frappants. Selon leurs propres termes, ils essaient d'évoquer une certaine atmosphère chez l'auditeur.

## Discographie partielle
- 1995 : E Coli (Warp Records)
- 1999 : Antartica (album, Pi Gao Movement)
- 2003 : Age of Discontent (Pi Gao Movement)
- 2007 : Wrath of the Almighty (Pi Gao Movement)
- 2013 : Resurrection : Catharsis
- 2015 : Resurrection: Return from the Abyss (EP, Pi Gao Movement)
- 2018 : Ocular Animus (Pi Gao Movement)
- 2023 : Nativist (EP, Pi Gao Movement)